# 铺散马先蒿
铺散马先蒿（学名：Pedicularis diffusa）为列当科马先蒿属的植物。分布在锡金、喜马拉雅以及中国大陆的西藏等地，生长于海拔3,800米至4,000米的地区，目前尚未由人工引种栽培。

## 异名
- Pedicularis diffusa Prain ssp. elatior Tsoong